# Dang
Dang é uma arma chinesa criada para a prática de kung fu. Dito "arma exótica", o dang é uma espécie de tridente cujos lados mais externos são dispostos em formato de meia lua e contam com várias pequenas pontas por toda a sua extensão.
O dang ganhou esse formato para ser facilmente confundido com uma ferramente de trabalho com terra (como uma enxada ou um arado), podendo desta forma ser facilmente escondido.
A ponta central, mais extensa e reta é usada em golpes de perfuração frontais e diretos, como uma lança. 
Os lados curvados, são usados em movimentos defensivos e de ataque pela lateral, podendo-se usar as pontas a mais da arma para se deter um golpe do adversário e desarmá-lo.
As pontas dos lados curvados também podem ser usadas num ataque frontal direto, podendo facilmente matar, mesmo que a ponta central não acerte o golpe.